# Prímszámláló függvény
A matematika, azon belül az analitikus számelmélet területén a prímszámláló függvény (prime-counting function) az a számelméleti függvény, ami az x valós számnál nem nagyobb prímszámok számát adja meg. Jelölése π(x) (nincs közvetlen köze a pí számhoz).

π(n) értékei az első 60 egész számra

## Története
A számelmélet kutatóinak érdeklődésére régóta számot tart a prímszámláló függvény növekedési rátája. A 18. század végén Gauss és Legendre megsejtette, hogy értéke kb.
{\displaystyle x/\operatorname {ln} (x)\!,}
abban az értelemben, hogy
{\displaystyle \lim _{x\rightarrow \infty }{\frac {\pi (x)}{x/\operatorname {ln} (x)}}=1.\!}
Ezt az állítást ma prímszámtételként ismerjük. Ezzel ekvivalens állítás, hogy
{\displaystyle \lim _{x\rightarrow \infty }\pi (x)/\operatorname {li} (x)=1\!,}
ahol li a logaritmikus integrál függvény. A prímszámtételt 1896-ban egymástól függetlenül Jacques Hadamard és Charles de la Vallée Poussin is bebizonyította, a Riemann által 1859-ben bevezetett Riemann-féle zéta-függvény tulajdonságainak felhasználásával.
Azokban a nagyságrendekben, amelyekben a számelmélet általában vizsgálódik (tehát amikor {\displaystyle x} nem kezelhetetlenül nagy), {\displaystyle \operatorname {li} (x)\!} nagyobb, mint {\displaystyle \pi (x)\!}, de végtelen sokszor igaz ennek az ellenkezője is. Ennek tárgyalását lásd a Skewes-féle szám szócikkben.
A prímszámtétel olyan bizonyítását, ami nem használta sem a zéta-függvényt, sem a komplex analízis eszköztárát 1948-ban adta Atle Selberg és Erdős Pál (nagyrészt egymástól függetlenül).

## Táblázat π(x),x/ lnxés li(x) értékeivel
A táblázat a három függvény, π(x), x / ln x és li(x) értékeit mutatja meg 10 különböző hatványainál. Lásd még és
| x    | π(x)                              | π(x) − x / ln x                | li(x) − π(x)    | x / π(x) |
| ---- | --------------------------------- | ------------------------------ | --------------- | -------- |
| 10   | 4                                 | −0,3                           | 2,2             | 2,500    |
| 102  | 25                                | 3,3                            | 5,1             | 4,000    |
| 103  | 168                               | 23                             | 10              | 5,952    |
| 104  | 1 229                             | 143                            | 17              | 8,137    |
| 105  | 9 592                             | 906                            | 38              | 10,425   |
| 106  | 78 498                            | 6 116                          | 130             | 12,740   |
| 107  | 664 579                           | 44 158                         | 339             | 15,047   |
| 108  | 5 761 455                         | 332 774                        | 754             | 17,357   |
| 109  | 50 847 534                        | 2 592                          | 1 701           | 19,667   |
| 10   | 455 052 511                       | 20 758 029                     | 3 104           | 21,975   |
| 1011 | 4 118 054 813                     | 169 923 159                    | 11 588          | 24,283   |
| 1012 | 37 607 912 018                    | 1 416 705 193                  | 38 263          | 26,590   |
| 1013 | 346 065 536 839                   | 11 992 858 452                 | 108 971         | 28,896   |
| 1014 | 3 204 941 750 802                 | 102 838 308 636                | 314 890         | 31,202   |
| 1015 | 29 844 570 422 669                | 891 604 962 452                | 1 052 619       | 33,507   |
| 1016 | 279 238 341 033 925               | 7 804 289 844 393              | 3 214 632       | 35,812   |
| 1017 | 2 623 557 157 654 233             | 68 883 734 693 281             | 7 956 589       | 38,116   |
| 1018 | 24 739 954 287 740 860            | 612 483 070 893 536            | 21 949 555      | 40,420   |
| 1019 | 234 057 667 276 344 607           | 5 481 624 169 369 960          | 99 877 775      | 42,725   |
| 1020 | 2 220 819 602 560 918 840         | 49 347 193 044 659 701         | 222 744 644     | 45,028   |
| 1021 | 21 127 269 486 018 731 928        | 446 579 871 578 168 707        | 597 394 254     | 47,332   |
| 1022 | 201 467 286 689 315 906 290       | 4 060 704 006 019 620 994      | 1 932 355 208   | 49,636   |
| 1023 | 1 925 320 391 606 803 968 923     | 37 083 513 766 578 631 309     | 7 250 186 216   | 51,939   |
| 1024 | 18 435 599 767 349 200 867 866    | 339 996 354 713 708 049 069    | 17 146 907 278  | 54,243   |
| 1025 | 176 846 309 399 143 769 411 680   | 3 128 516 637 843 038 351 228  | 55 160 980 939  | 56,546   |
| 1026 | 1 699 246 750 872 437 141 327 603 | 28 883 358 936 853 188 823 261 | 155 891 678 121 | 58,850   |

A grafikon a π(x) prímszámláló függvény két közelítéséhez, az x/ln x-hez és a Li(x)-hez való arányát mutatja. Az x növekedésével (vegyük észre, hogy az x tengely logaritmikus beosztású), mindkét arány 1-hez tart. Az x/ln x felülről konvergál, viszonylag lassan, míg az Li(x) alulról, gyorsabban.

Az On-Line Encyclopedia of Integer Sequences között a π(x) oszlop megtalálható  A006880, a π(x) − x / ln x oszlop a  A057835 és a li(x) − π(x) oszlop pedig a  A057752 sorozatnál.
A π(1024)-nél szereplő értéket először J. Buethe, J. Franke, A. Jost és T. Kleinjung számolta ki a Riemann-sejtés igazát feltételezve. Ezt a számítást később a feltétel nélkül is elvégezte D. J. Platt.
A π(1025) értéket J. Buethe, J. Franke, A. Jost és T. Kleinjung, 
a π(1026) értéket pedig D. B. Staple számolta ki. A táblázat többi értékét a fenti munka során ellenőrizték.

## Algoritmusok a π(x) értékének meghatározására
Triviális módja {\displaystyle \pi (x)} meghatározásának, ha {\displaystyle x} nem túl nagy, hogy meghatározzuk az {\displaystyle x}-nél nem nagyobb prímeket (akár Eratoszthenész szitájával), majd megszámoljuk őket.
Legendre kifinomultabb módszert talált {\displaystyle \pi (x)} kiszámolására: adott {\displaystyle x}-re, ha {\displaystyle p_{1},p_{2},\ldots ,p_{n}} különböző prímszámok, akkor az olyan egészek száma, melyek nem nagyobbak {\displaystyle x}-nél és nem oszthatók egyetlen {\displaystyle p_{i}}-vel sem, éppen
{\displaystyle \lfloor x\rfloor -\sum _{i}\left\lfloor {\frac {x}{p_{i}}}\right\rfloor +\sum _{i<j}\left\lfloor {\frac {x}{p_{i}p_{j}}}\right\rfloor -\sum _{i<j<k}\left\lfloor {\frac {x}{p_{i}p_{j}p_{k}}}\right\rfloor +\cdots }
(ahol {\displaystyle \lfloor \cdots \rfloor } az alsó egészrész függvényt jelöli). A szám tehát egyenlő a következővel:
{\displaystyle \pi (x)-\pi \left({\sqrt {x}}\right)+1,}
ahol a {\displaystyle p_{1},p_{2},\ldots ,p_{n}} számok az {\displaystyle x} négyzetgyökénél nem nagyobb prímszámok.
1870 és 1885 között megjelent cikksorozatában Ernst Meissel bemutatott egy praktikus kombinatorikai módszert {\displaystyle \pi (x)} kiszámolására. Legyen {\displaystyle p_{1}}, {\displaystyle p_{2},\ldots ,p_{n}} az első {\displaystyle n} prímszám, jelölje {\displaystyle \Phi (m,n)} az {\displaystyle m}-nél nem nagyobb természetes számokat, melyek nem oszthatók egyik {\displaystyle p_{i}}-vel sem. Ekkor
{\displaystyle \Phi (m,n)=\Phi (m,n-1)-\Phi \left({\frac {m}{p_{n}}},n-1\right)}
Adott {\displaystyle m} természetes számra, ha {\displaystyle n=\pi \left({\sqrt[{3}]{m}}\right)} és {\displaystyle \mu =\pi \left({\sqrt {m}}\right)-n}, akkor
{\displaystyle \pi (m)=\Phi (m,n)+n(\mu +1)+{\frac {\mu ^{2}-\mu }{2}}-1-\sum _{k=1}^{\mu }\pi \left({\frac {m}{p_{n+k}}}\right)}
Ezt a megközelítést használva Meissel kiszámította {\displaystyle \pi (x)}-et az {\displaystyle x} egyenlő 5·105, 106, 107 és 108 értékekre.
1959-ben Derrick Henry Lehmer kiterjesztette és egyszerűsítette Meissel módszerét. Az {\displaystyle m} valós számra  és az {\displaystyle n} és {\displaystyle k} természetes számokra definiáljuk {\displaystyle P_{k}(m,n)}-et úgy, hogy az m-nél nem nagyobb, de pontosan k darab, {\displaystyle p_{n}}-nél nagyobb prímtényezővel rendelkező számok számát adja. Továbbá, legyen {\displaystyle P_{0}(m,n)=1}. Ekkor
{\displaystyle \Phi (m,n)=\sum _{k=0}^{+\infty }P_{k}(m,n),}
ahol valójában csak véges számú nem nulla tagot összegzünk. Jelöljön {\displaystyle y} olyan egész számot, amire igaz, hogy {\displaystyle {\sqrt[{3}]{m}}\leq y\leq {\sqrt {m}}}, és {\displaystyle n}-et állítsuk {\displaystyle n=\pi (y)} értékre. Ekkor {\displaystyle P_{1}(m,n)=\pi (m)-n} és {\displaystyle P_{k}(m,n)=0}, ha {\displaystyle k} ≥ 3. Emiatt
{\displaystyle \pi (m)=\Phi (m,n)+n-1-P_{2}(m,n).}
A {\displaystyle P_{2}(m,n)} értéke így számítható:
{\displaystyle P_{2}(m,n)=\sum _{y<p\leq {\sqrt {m}}}\left(\pi \left({\frac {m}{p}}\right)-\pi (p)+1\right).}
Másrészről, a {\displaystyle \Phi (m,n)} kiszámítása elvégezhető a következő szabályok alapján:
1. {\displaystyle \Phi (m,0)=\lfloor m\rfloor }
2. {\displaystyle \Phi (m,b)=\Phi (m,b-1)-\Phi \left({\frac {m}{p_{b}}},b-1\right)}

Ezzel a módszerrel és egy IBM 701 elektroncsöves számítógéppel Lehmer képes volt kiszámítani {\displaystyle \pi \left(10^{10}\right)} értékét.
A módszert a későbbiekben Lagarias, Miller, Odlyzko, Deléglise és Rivat tökéletesítették.

## Más prímszámláló függvények
Definiáltak más prímszámláló függvényeket is, melyekkel bizonyos feladatok kényelmesebben elvégezhetők. Az egyik ilyen a Riemann-féle prímszámláló függvény, aminek jelölése {\displaystyle \Pi _{0}(x)} vagy {\displaystyle J_{0}(x)}. Ez a függvény a pn prímhatványoknál 1/n ugrásokat végez, a nem prímhatvány helyeken pedig a két szélső prímhatvány átlagát veszi fel. Ennek az az értelme, hogy a függvény értéke meghatározható egy inverz Mellin-transzformációval. Szabatosan a {\displaystyle \Pi _{0}(x)} így definiálható:
{\displaystyle \Pi _{0}(x)={\frac {1}{2}}{\bigg (}\sum _{p^{n}<x}{\frac {1}{n}}\ +\sum _{p^{n}\leq x}{\frac {1}{n}}{\bigg )},}
ahol p prímszám.
Így is felírható:
{\displaystyle \Pi _{0}(x)=\sum _{2}^{x}{\frac {\Lambda (n)}{\ln n}}-{\frac {1}{2}}{\frac {\Lambda (x)}{\ln x}}=\sum _{n=1}^{\infty }{\frac {1}{n}}\pi _{0}(x^{1/n}),}
ahol Λ(n) a von Mangoldt-függvény és
{\displaystyle \pi _{0}(x)=\lim _{\varepsilon \rightarrow 0}{\frac {\pi (x-\varepsilon )+\pi (x+\varepsilon )}{2}}.}
A Möbius-féle megfordítási formula ekkor kiadja, hogy:
{\displaystyle \pi _{0}(x)=\sum _{n=1}^{\infty }{\frac {\mu (n)}{n}}\Pi _{0}(x^{1/n})}
A Riemann-féle zéta-függvény logaritmusának és a von Mangoldt-függvény {\displaystyle \Lambda } ismeretében, a Perron-képlet felhasználásával:
{\displaystyle \ln \zeta (s)=s\int _{0}^{\infty }\Pi _{0}(x)x^{-s-1}\,dx}
A Csebisev-függvények a prímeket vagy pn prímhatványokat ln(p)-vel súlyozva összegeznek:
{\displaystyle \theta (x)=\sum _{p\leq x}\ln p}
{\displaystyle \psi (x)=\sum _{p^{n}\leq x}\ln p=\sum _{n=1}^{\infty }\theta (x^{1/n})=\sum _{n\leq x}\Lambda (n).}

## Prímszámláló függvények képletei
A prímszámláló függvényképletek kétfajták lehetnek: számelméleti és analitikus formulák. Az analitikus prímszámlálási képleteket először a prímszámtétel bizonyítására használták. Riemann és von Mangoldt munkásságából erednek, és általában explicit formuláknak nevezik őket.
Van tehát a következő képletünk ψ-re:
{\displaystyle \psi _{0}(x)=x-\sum _{\rho }{\frac {x^{\rho }}{\rho }}-\ln 2\pi -{\frac {1}{2}}\ln(1-x^{-2})}
ahol
{\displaystyle \psi _{0}(x)=\lim _{\varepsilon \rightarrow 0}{\frac {\psi (x-\varepsilon )+\psi (x+\varepsilon )}{2}}.}
Itt ρ a Riemann-féle zéta-függvény zérushelyei a kritikus sávban, ahol a ρ valós része 0 és 1 közé esik. A képlet érvényes az x>1 értékekre, ami az érdekes terület. A gyökök összege feltételesen konvergens, és a képzetes rész növekvő abszolút értékének sorrendjében kell elvégezni az összegzést. Vegyük észre, hogy ugyanez az összeg a triviális gyökökön elvégezve a képlet utolsó kivonandóját adja.
A {\displaystyle \scriptstyle \Pi _{0}(x)}-re bonyolultabb képletünk van:
{\displaystyle \Pi _{0}(x)=\operatorname {li} (x)-\sum _{\rho }\operatorname {li} (x^{\rho })-\ln 2+\int _{x}^{\infty }{\frac {dt}{t(t^{2}-1)\ln t}}.}
Itt is az látható, hogy a képlet érvényes x > 1-re, ahol ρ a zéta-függvény nem triviális zérushelyei abszolút értékeik szerint rendezve, a második integrál, negatív előjellel, pedig ugyanaz az összeg, csak a triviális zérushelyeken. Az első tag li(x)-e a szokásos logaritmikus integrálfüggvény; a második tag li(xρ) kifejezését úgy kell érteni, mint Ei(ρ ln x), ahol Ei a pozitív valós számokon értelmezett exponenciális integrál függvény analitikus folytatása a komplex síkra, a negatív valós számok tengelyén.
Így a Möbius-féle megfordítási formula kiadja, hogy
{\displaystyle \pi _{0}(x)=\operatorname {R} (x)-\sum _{\rho }\operatorname {R} (x^{\rho })-{\frac {1}{\ln x}}+{\frac {1}{\pi }}\arctan {\frac {\pi }{\ln x}}}
ami x > 1-re van értelmezve, és ahol
{\displaystyle \operatorname {R} (x)=\sum _{n=1}^{\infty }{\frac {\mu (n)}{n}}\operatorname {li} (x^{1/n})=1+\sum _{k=1}^{\infty }{\frac {(\ln x)^{k}}{k!k\zeta (k+1)}}}
az úgynevezett Riemann-féle R-függvény. Ez utóbbi sort Gram-sornak nevezik és minden pozitív x-re konvergens.

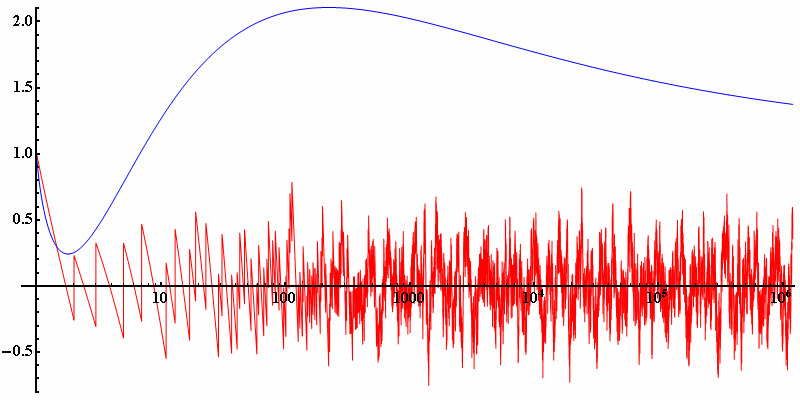
Δ-függvény (pirossal) logaritmikus léptékben

A {\displaystyle \scriptstyle \pi _{0}(x)} képletében a nem triviális zérushelyek összege {\displaystyle \scriptstyle \pi _{0}(x)} fluktuációit írja le, a maradék tagok pedig a prímszámláló függvény „sima” részét alkotják, így használható a
{\displaystyle \operatorname {R} (x)-{\frac {1}{\ln x}}+{\frac {1}{\pi }}\arctan {\frac {\pi }{\ln x}}}
képlet a {\displaystyle \scriptstyle \pi (x)} legjobb becsléseként az x > 1 értékekre.
A „zajos” rész amplitúdója heurisztikusan {\displaystyle \scriptstyle {\sqrt {x}}/\ln x} körül van, így a prímszámok eloszlásának fluktuációi megjeleníthetők a Δ-függvény segítségével:
{\displaystyle \Delta (x)=\left(\pi _{0}(x)-\operatorname {R} (x)+{\frac {1}{\ln x}}-{\frac {1}{\pi }}\arctan {\frac {\pi }{\ln x}}\right){\frac {\ln x}{\sqrt {x}}}.}
A Δ(x) különböző helyeken vett értéket tartalmazó táblázat elérhető.

## Egyenlőtlenségek
Néhány hasznos egyenlőtlenség π(x)-szel kapcsolatban.
{\displaystyle {\frac {x}{\ln x}}<\pi (x)<1,25506{\frac {x}{\ln x}}\!} ha x ≥ 17.
A bal oldali egyenlőtlenség minden x ≥ 17-re, a jobb oldali egyenlőtlenség minden x > 1-re teljesül.
Az 1,25506 konstans magyarázata itt olvasható: (A209883 sorozat az OEIS-ben).
Pierre Dusart igazolta 2010-ben, hogy:
{\displaystyle {\frac {x}{\ln x-1}}<\pi (x)}, ha {\displaystyle x\geq 5393} és
{\displaystyle \pi (x)<{\frac {x}{\ln x-1,1}}}, ha {\displaystyle x\geq 60184}.
Néhány az n-edik prímszámra, pn-re vonatkozó egyenlőtlenség.
{\displaystyle n(\ln(n\ln n)-1)<p_{n}<n{\ln(n\ln n)}\!} ha n ≥ 6.
A bal oldali egyenlőtlenség minden n ≥ 1-re, a jobb oldali minden n ≥ 6-ra teljesül.
Az n-edik prímszám közelítő értéke:
{\displaystyle p_{n}=n(\ln(n\ln n)-1)+{\frac {n(\ln \ln n-2)}{\ln n}}+O\left({\frac {n(\ln \ln n)^{2}}{(\ln n)^{2}}}\right).}

Jól ismert jegyzetfüzetében Rámánudzsan bizonyítja, hogy a 
{\displaystyle \pi (x)^{2}<{\frac {ex}{\log x}}\pi {\bigg (}{\frac {x}{e}}{\bigg )}}
 egyenlőtlenség teljesül {\displaystyle x} elegendően nagy értékeire.

## A Riemann-sejtés
A Riemann-sejtés megfelel a {\displaystyle \pi (x)}-re való becslés sokkal szigorúbb hibakorlátjának, és így a prímszámok szabályosabb eloszlásának:
{\displaystyle \pi (x)=\operatorname {li} (x)+O({\sqrt {x}}\log {x}).}
Specifikusan,
{\displaystyle |\pi (x)-\operatorname {li} (x)|<{\frac {1}{8\pi }}{\sqrt {x}}\,\log {x},\qquad {\text{ha }}x\geq 2657.}